# Wildenmoos
Wildenmoos ist ein Gemeindeteil des Marktes Isen im oberbayerischen Landkreis Erding. 

## Lage
Die Einöde Wildenmoos liegt am südöstlichen Ortsende von Isen etwa einen Kilometer südöstlich des Isener Marktplatzes am Schinderbach in der Gemarkung Westach am Schinderbach.

## Bevölkerungsentwicklung
Um 1871 gab es in Wildenmoos 33 Einwohner. Im Mai 1987 lebten dort 24 Einwohner in fünf Wohngebäuden.
| Jahr      | 1871 | 1925 | 1950 | 1970 | 1987 |
| Einwohner | 6    | 5    | 8    | 9    | 7    |